# Night of the Swallow
Pour un article plus général, voir Discographie et vidéographie de Kate Bush.
 (janvier 2014).
Singles de Kate Bush
Ne t'enfuis pas
(1983) Running Up that Hill
(1985)
Pistes de The Dreaming
The Dreaming All the Love
Night of the Swallow est une chanson écrite et interprétée par Kate Bush. Sortie en single uniquement en Irlande, à la fin de l'année 1983, c'est le 5e single extrait de l'album The Dreaming.
La chanson, dont le thème est irlandais, inclut des musiciens et des instruments irlandais.